# Geelkeelspecht
De geelkeelspecht (Piculus flavigula) is een vogel uit de familie Picidae (spechten).

## Verspreiding en leefgebied
Deze soort komt voor in het Amazonebekken en zuidoostelijk Brazilië en telt drie ondersoorten:
- P. f. flavigula: van oostelijk Colombia en zuidelijk Venezuela naar de Guiana's en noordelijk Brazilië.
- P. f. magnus: van noordoostelijk Ecuador en zuidoostelijk Colombia naar noordelijk Bolivia en westelijk Brazilië.
- P. f. erythropis: oostelijk en zuidoostelijk Brazilië.

## Status
De grootte van de populatie is niet gekwantificeerd maar de soort wordt omschreven als tamelijk algemeen. Op de Rode lijst van de IUCN heeft deze soort de status niet bedreigd.